# 孝定王后
孝定王后（韓語：효정왕후；1831年3月6日—1904年1月2日）洪氏是朝鮮王朝第24代君主憲宗的繼妃。本貫南陽，父親是益豐府院君洪在龍，母親是延昌府夫人安氏（本貫竹山）。

## 生平
生於純祖三十一年正月二十二日，憲宗十年（1844年）與憲宗在義洞本宮行嘉禮，成為王妃，當哲宗即位時，她進封為大妃。哲宗八年（1857年），明敬大王大妃逝世，孝裕王大妃晉封大王大妃，洪氏始正王大妃之號。1894年朝鮮王朝獨立，她的稱銜改為王太后，他是朝鲜王朝第一位和唯一一位王太后。
此外，她也是大韓帝國第一位和唯一一位皇太后，稱明憲太后（韓語：명헌태후），光武八年（1903年）1月2日（陰曆十一月十五日）在慶運宮壽仁堂去世享壽73歲，諡號明憲淑敬睿仁正穆弘聖章純貞徽莊昭端禧粹顕懿獻康綏裕寧慈溫恭安孝定王后。1908年，純宗追尊憲宗為皇帝，同時追尊孝定王后為“孝定成皇后”。

## 家庭
| 关系 | 姓名     | 生卒年     | 封号/职位  |
| ---- | -------- | ---------- | ---------- |
| 父亲 | 洪在龍   |            |            |
| 母亲 | 竹山安氏 | ?－1883    | 延昌府夫人 |
| 大弟 | 洪鍾奭   | 1834－1870 | 禮曹判書   |
| 二弟 | 洪鍾譱   |            |            |

## 附註
1. ↑  《璿源系譜紀略 二冊 世系》：「[繼妃]明憲淑敬睿仁正穆弘聖章純貞徽莊昭端禧粹顯懿獻王大妃殿下洪氏籍南陽」